# Comuna Pogana, Vaslui
Pogana este o comună în județul Vaslui, Moldova, România, formată din satele Bogești, Cârjoani, Măscurei, Pogana (reședința) și Tomești.
Situată la aproximativ 15 kilometri de Bârlad, pe raza comunei se află barajul Cuibul Vulturilor, una din cele două mari surse de apă potabilă pentru Bârlad.

## Lacul Cuibul Vulturilor
Pe raza acestei comune se află barajul Cuibul Vulturilor. Lacul de acumulare creat este una din cele două principale surse de apă potabilă pentru Bârlad. Cu o lungime de șapte kilometri și o suprafață de 364 de hectare, lacul Cuibul Vulzturilor este totodată și loc de agrement. Atât localnicii, cât și cei din comunele învecinate, dar mai ales bârlădenii, îl folosesc pentru pescuit sau picnic.

## Demografie
Componența etnică a comunei Pogana
     Români (95,78%)
     Alte etnii (4,22%)
Componența confesională a comunei Pogana
     Ortodocși (93,15%)
     Adventiști (1,63%)
     Alte religii (0,93%)
     Necunoscută (4,29%)
Conform recensământului efectuat în 2021, populația comunei Pogana se ridică la 3.007 locuitori, în creștere față de recensământul anterior din 2011, când fuseseră înregistrați 2.992 de locuitori. Majoritatea locuitorilor sunt români (95,78%). Din punct de vedere confesional, majoritatea locuitorilor sunt ortodocși (93,15%), cu o minoritate de adventiști (1,63%), iar pentru 4,29% nu se cunoaște apartenența confesională.

## Politică și administrație
Comuna Pogana este administrată de un primar și un consiliu local compus din 13 consilieri. Primarul, Maricel Gîfu[*], de la Partidul Social Democrat, este în funcție din 1 noiembrie 2024. Începând cu alegerile locale din 2024, consiliul local are următoarea componență pe partide politice:
|  | Partid                     | Consilieri | Componența Consiliului | Componența Consiliului | Componența Consiliului | Componența Consiliului | Componența Consiliului | Componența Consiliului | Componența Consiliului |
|  | -------------------------- | ---------- | ---------------------- | ---------------------- | ---------------------- | ---------------------- | ---------------------- | ---------------------- | ---------------------- |
|  | Partidul Social Democrat   | 7          |                        |                        |                        |                        |                        |                        |                        |
|  | Partidul Național Liberal  | 4          |                        |                        |                        |                        |                        |                        |                        |
|  | Forța Dreptei              | 1          |                        |                        |                        |                        |                        |                        |                        |
|  | Partidul Mișcarea Populară | 1          |                        |                        |                        |                        |                        |                        |                        |